# アルティナフリー城
座標: 北緯54度52分48秒 西経7度14分46秒 / 北緯54.880度 西経7.246度

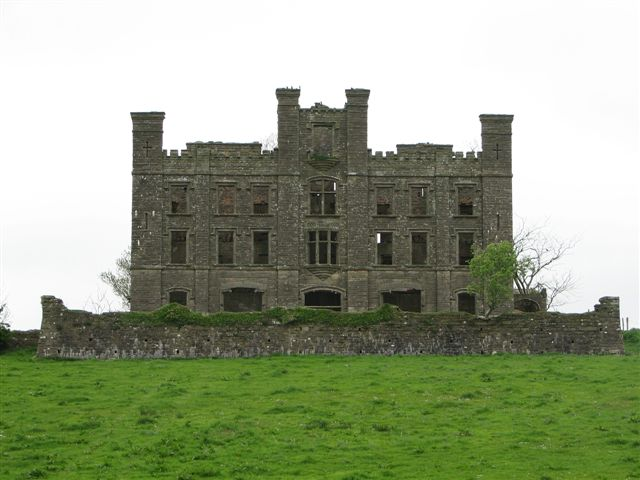
アルティナフリー城（2006年）

アルティナフリー城（英語: Altinaghree Castle）、またはリスクルーン・ハウスは、北アイルランドのティロン県内のドナマーナ郊外にある大きな廃墟であり、一般的にはオギルビー城として知られる。この城は1860年頃に動物学者のウィリアム・オギルビーによって建てられたと伝わる。

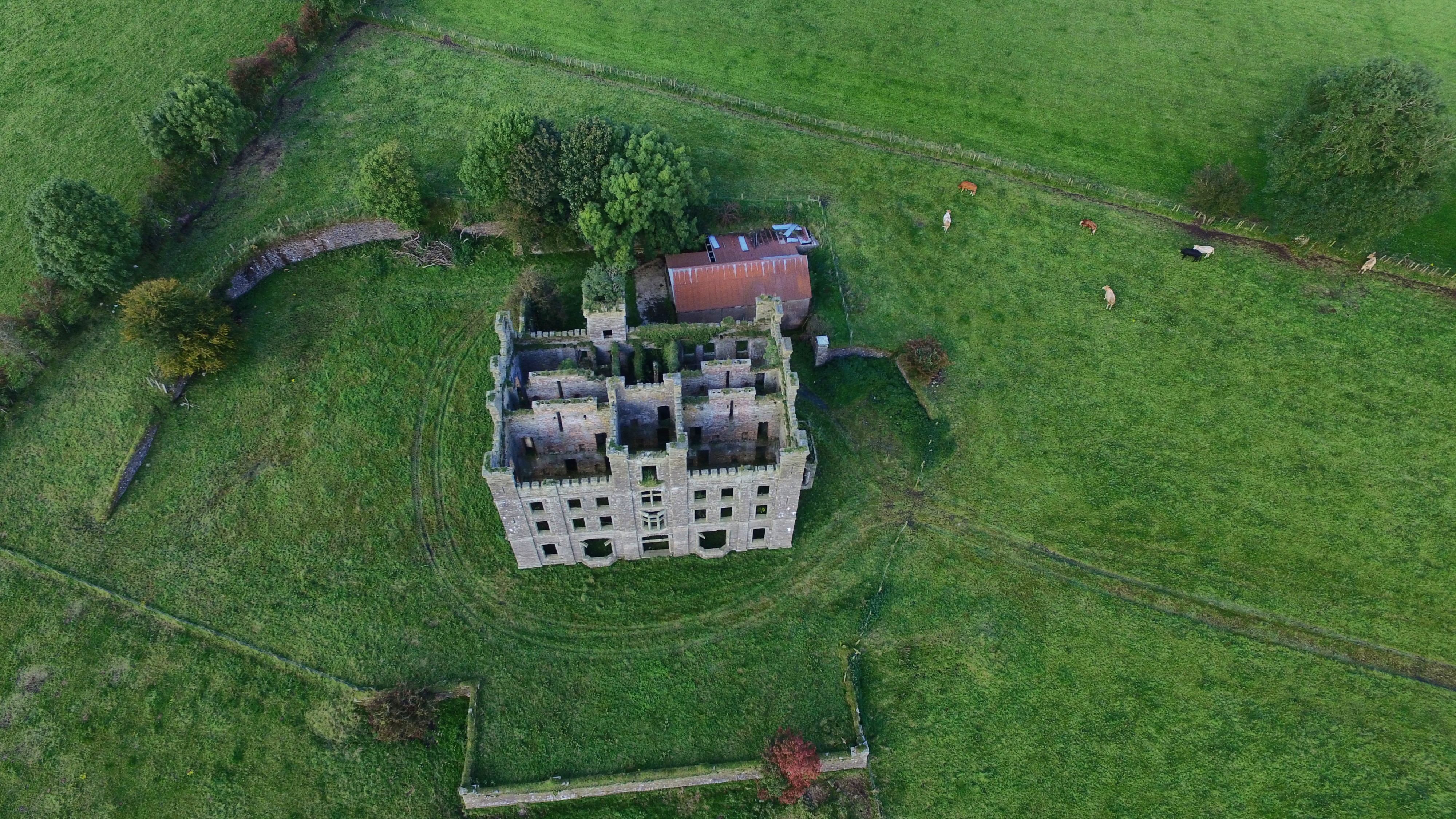
ドローンから見たオギルビー城（アルティナフリー城）

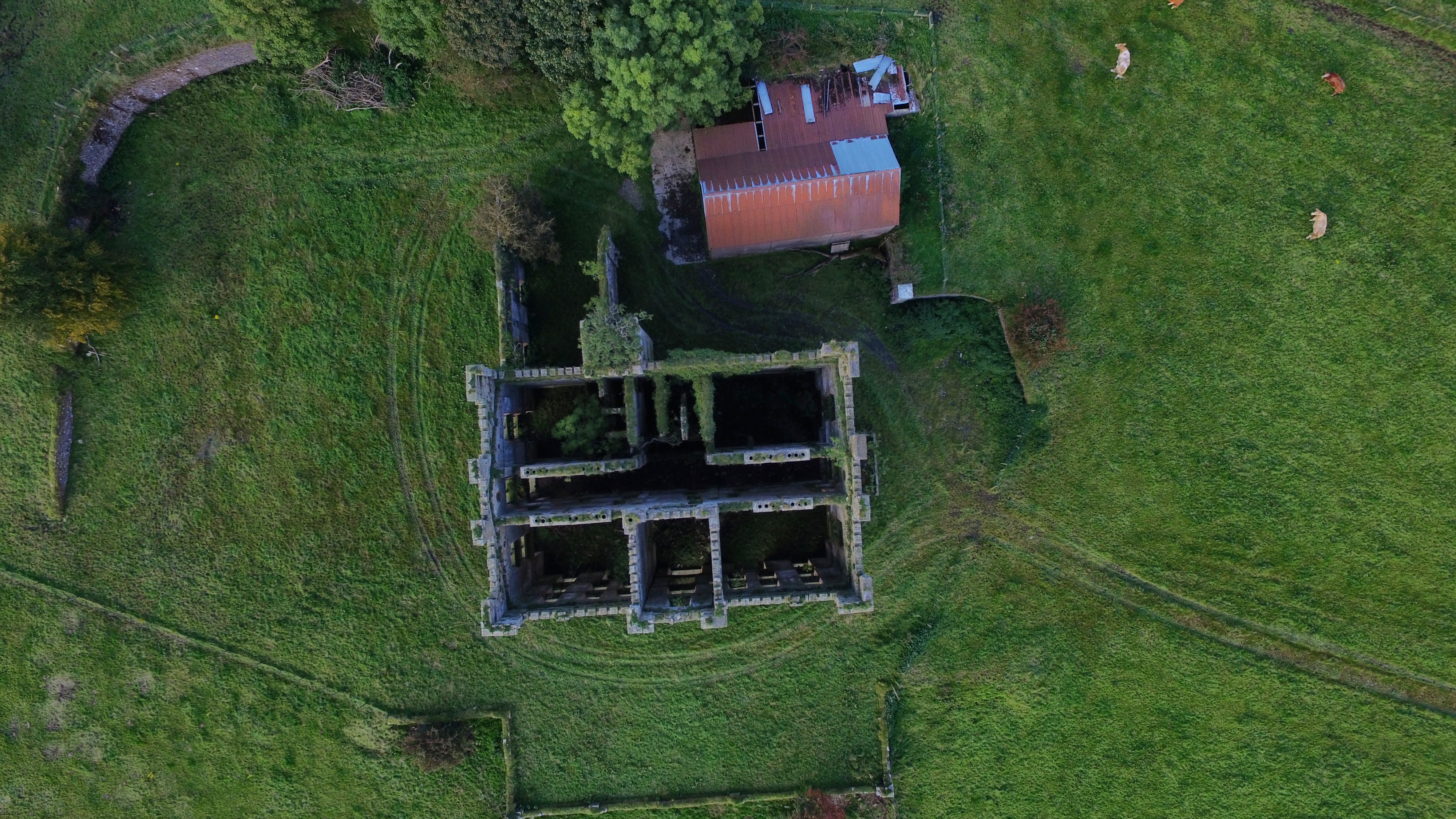
ドローンから見たオギルビー城（アルティナフリー城）

## 所在地

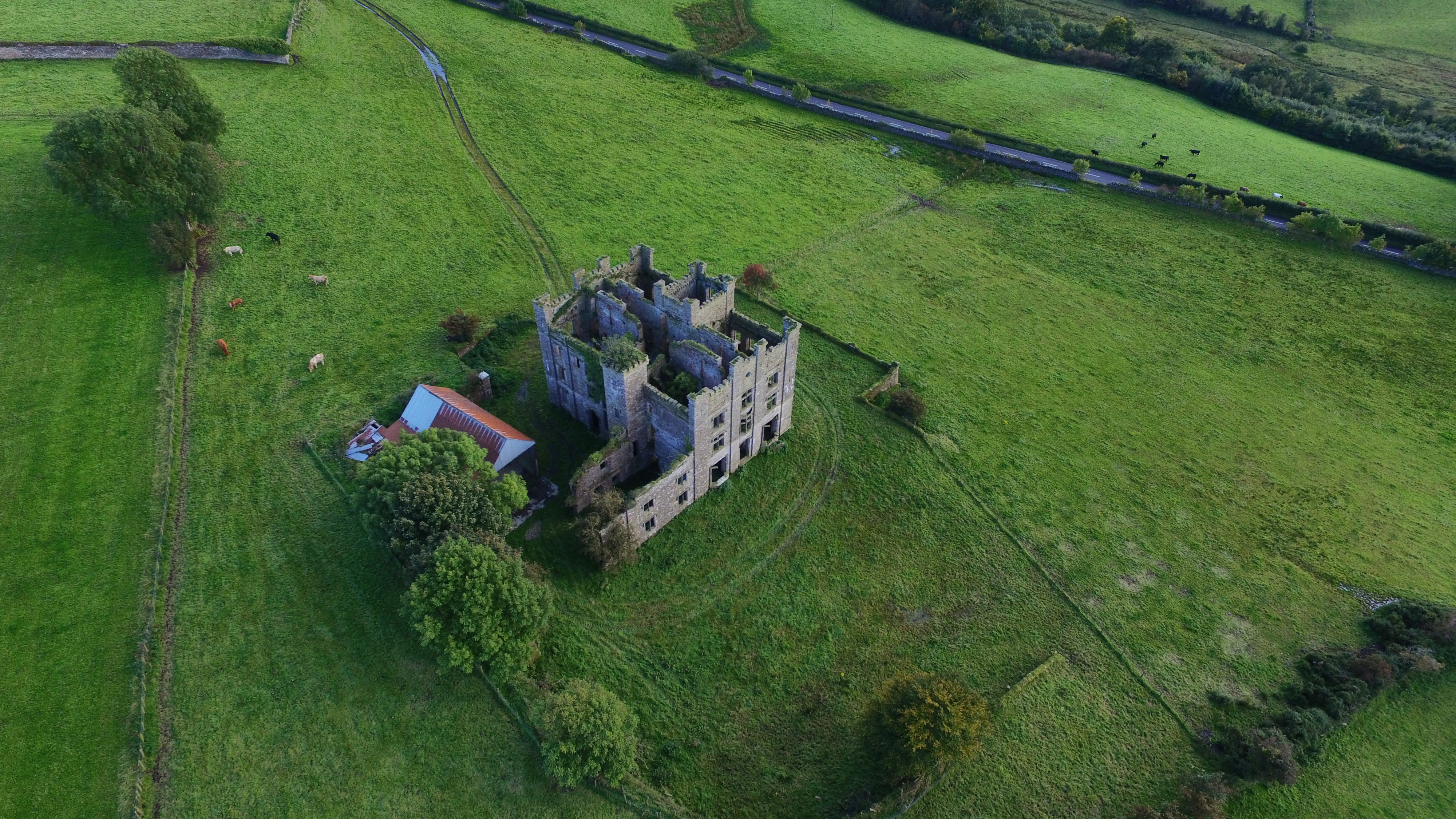
オギルビー城（アルティナフリー城）

北アイルランド ティロン県 ドナマーナ近郊

## 概要
アルティナフリー城はティロン県内のロンドンデリーに向かって南にあるドナマーナ郊外の私有地にある廃墟となった城である。
この建造物はアルタナクリー城、リスクルーン・ハウスとも呼ばれ、一般的にはオギルビー城としてその名が知られる。廃墟になる前の城は堂々とした宴会場がある巨大で洗練された建造物であったが、現在では廃墟と化している。この建造物は切石で建てられている。

## 施設概要
アルティナフリー城は私有地にあるため、一般公開はされていないが、クラウディ・ロード（B49）にあるドナマーナの主要な場所から眺めることができ、写真撮影も可能である。

## 歴史
この城は1860年頃にウィリアム・オギルビーによって建てられたと伝わる。のちに、彼の息子であるジェイムズ・ダグラス・オギルビーはオーストラリアの著名な魚類学者となった。ジェイムズは女性裁縫師であるマリー・ジェーン・ジェミーソンと恋に落ちたが、彼女がカトリック信徒だったため、結婚は許されなかった。しかし、1884年にジェイムズとマリーは駆け落ち同然に結婚した。その後、ジェイムズはオーストラリアに移住し、1885年にオーストラリア博物館の職員の任に就いた。アルティナフリー城は19世紀末に放棄され、荒廃状態となってしまった。